# Palazzo dei Bagni Umberto I
Il Palazzo dei Bagni Umberto I, per esteso il Palazzo dei Bagni Pubblici Umberto I o il Palazzo dei Bagni Idroterapici Umberto I, è un edificio storico della città piemontese di Ivrea in Italia.

## Storia
La necessità di istituire uno spazio pubblico da destinare ai bagni in modo tale da migliorare le condizioni igieniche della popolazione eporediese spinse gli amministratori cittadini a decidere, nel 1885, la costruzione del palazzo, non prima di aver accertato l'adeguatezza delle acque della Dora Baltea all'uso igienico-balneare. I lavori di costruzione, eseguiti dalla ditta Pignatta-Accastelli, che portarono alla parziale apertura dei bagni coperti nell'estate del 1889, vennero completati nel giugno 1890. Il primo piano ospitava i camerini, il secondo il caffè, il terzo il ristorante e il quarto gli alloggi. Inoltre, una grande terrazza sul tetto permetteva in origine di godere della vista sulla città e sul fiume. La struttura funzionò come stabilimento idroterapico e albergo diurno fino a quando fallì già nel 1892, venendo comprata dall'imprenditore Domenico Martellono di Issiglio, il quale ne fece la sua residenza.

## Descrizione
Il palazzo sorge sul lungodora, di fronte alla torre di Santo Stefano. L'edificio, sviluppato su quattro livelli più un seminterrato, presenta una pianta pressoché a "L".

## Galleria d'immagini

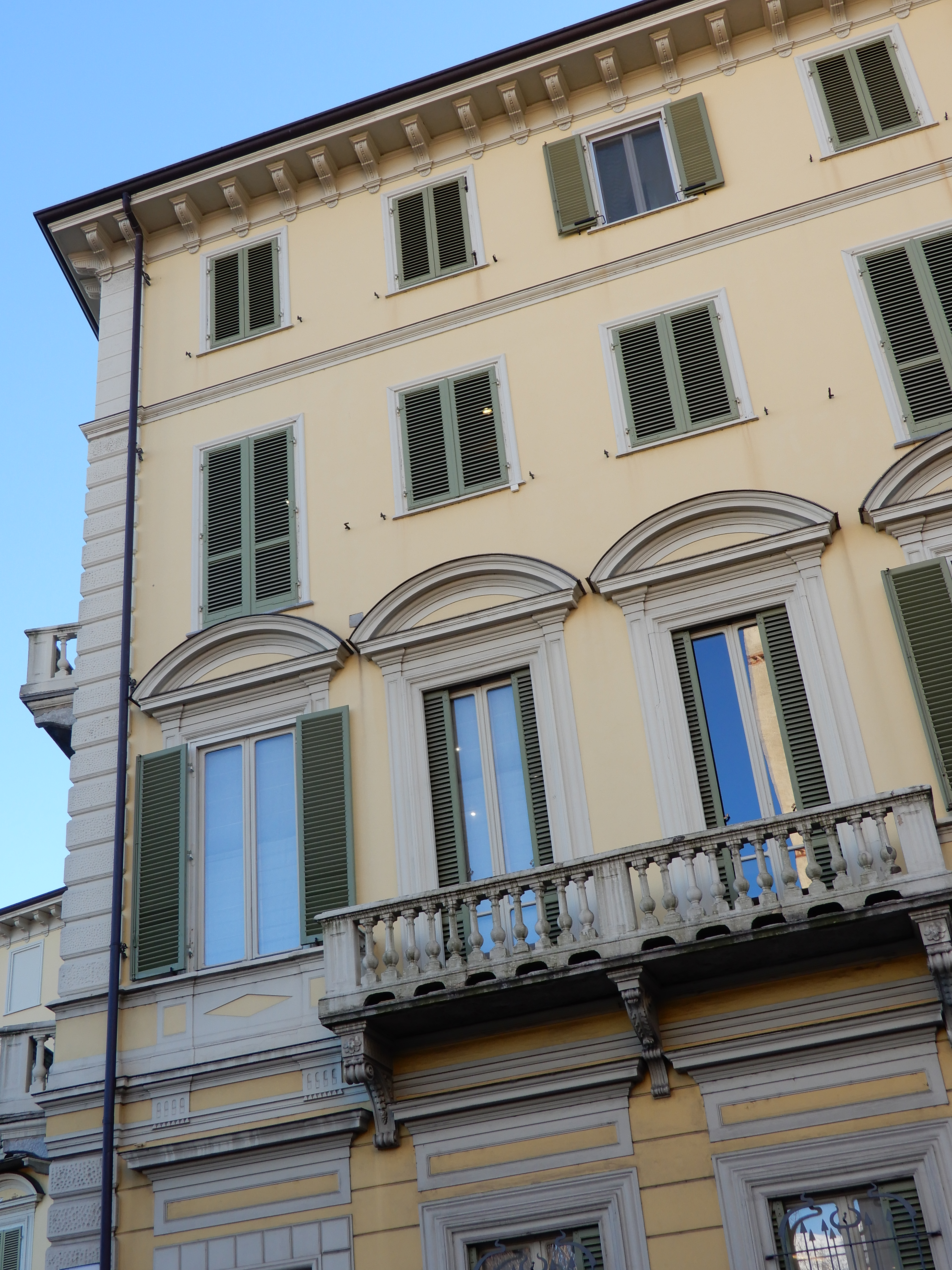
Facciata
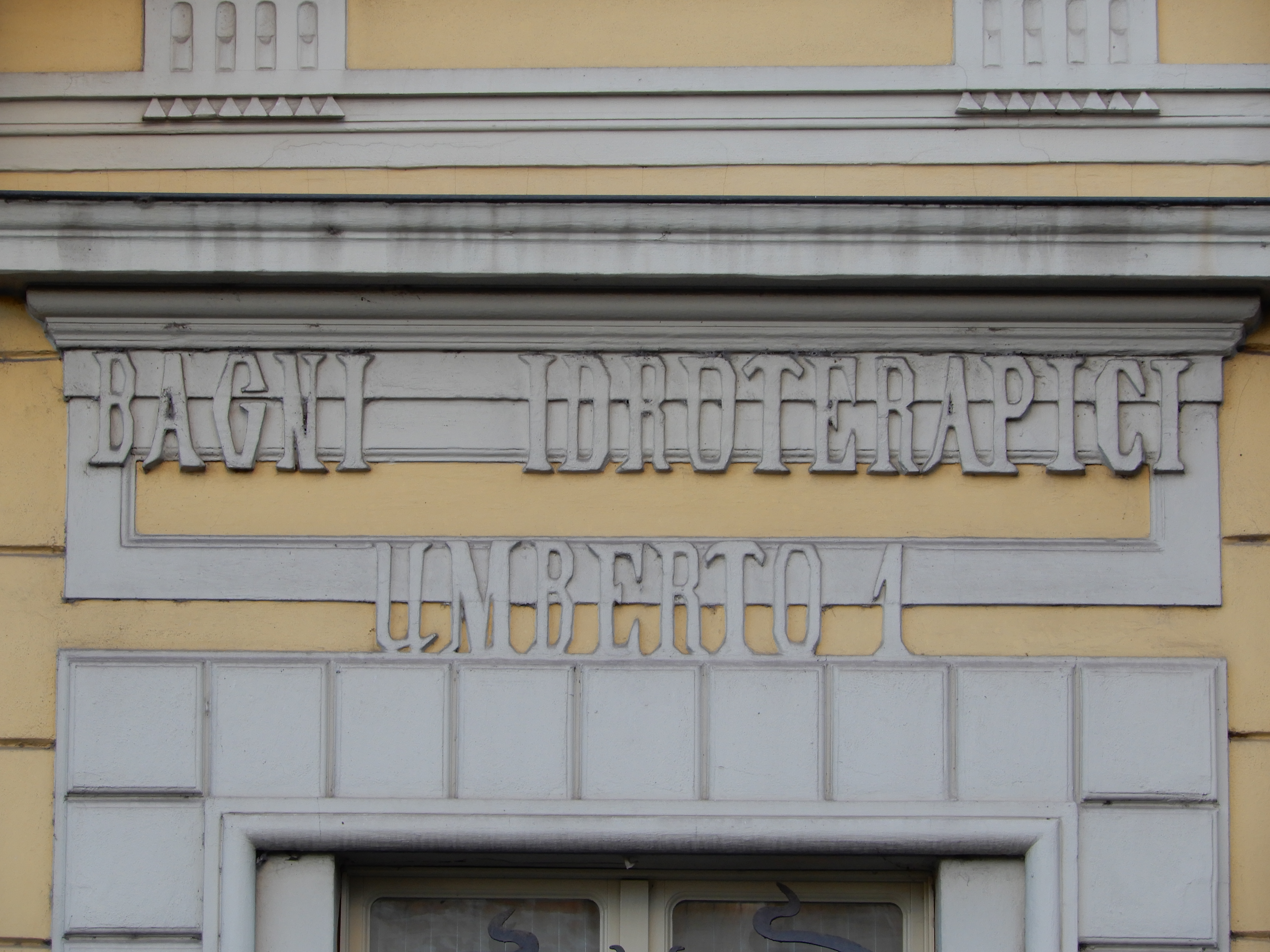
Iscrizione originale
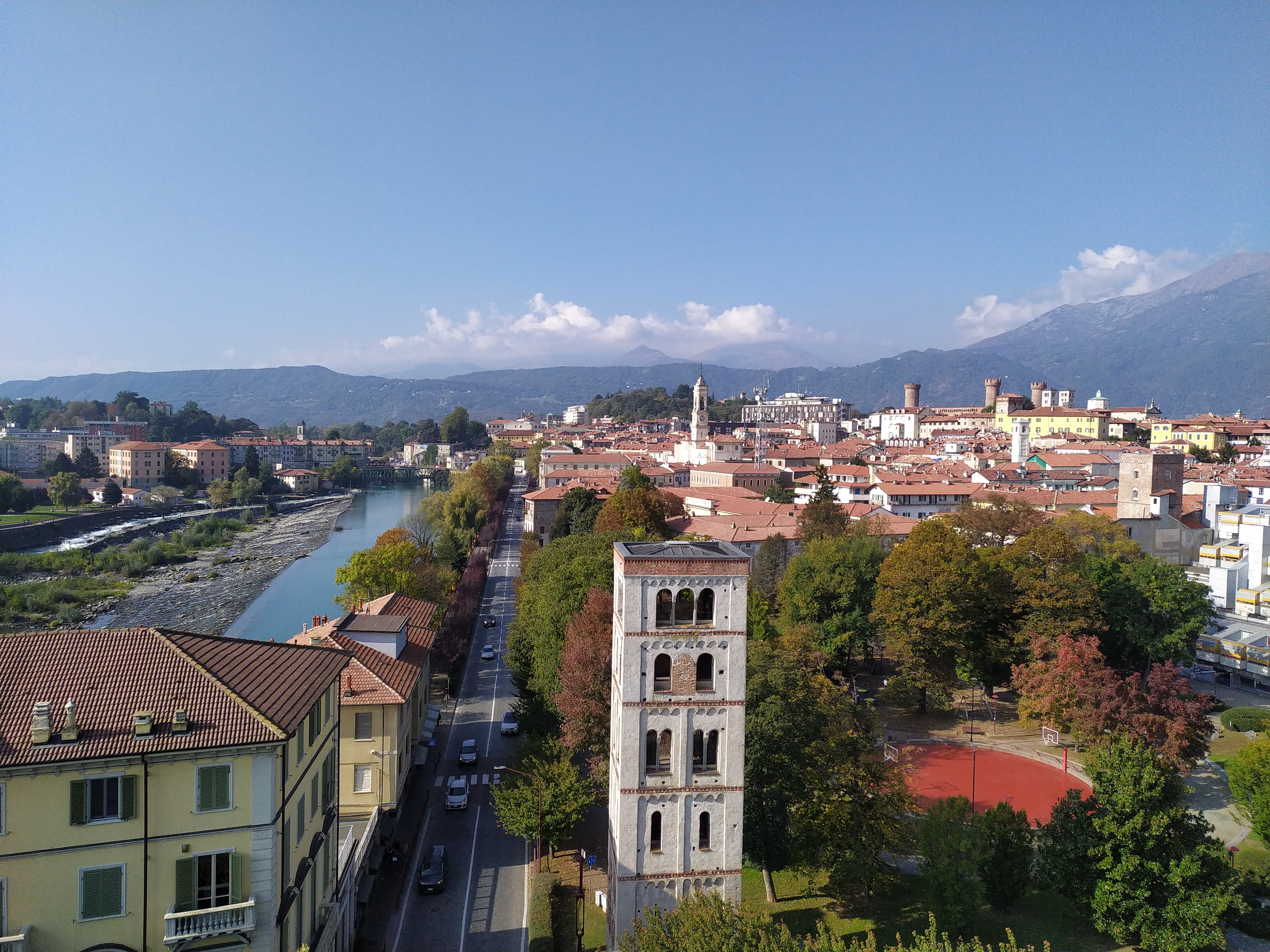
Il palazzo, a sinistra